# قائمة التراث الثقافي اللامادي في تونس
يعد التراث الثقافي اللامادي أحد الركائز الأساسية للهوية الوطنية، إذ يجسد التقاليد والممارسات والمعارف والمهارات التي تنتقل من جيل إلى آخر. يمثل هذا النوع من التراث مكونًا حيًا من الثقافة التونسية، يعكس تنوع المجتمع وغناه الحضاري. ومن منطلق حرصها على صونه، صادقت تونس على اتفاقية صون التراث الثقافي غير المادي التي أقرتها منظمة اليونسكو سنة 2003، وذلك بتاريخ 13 يونيو 2006، مما مكّنها من بدء مسار تسجيل عناصر من تراثها في القائمة التمثيلية للتراث الثقافي غير المادي للإنسانية.
كان أول إدراج لتونس في هذه القائمة سنة 2018،من خلال تسجيل عنصر "مهارات نساء سجنان في مجال صناعة الفخار اليدوي". وقد تم الاعتراف بهذا العنصر نظرًا لقيمته الفنية والاجتماعية، حيث تحتفظ نساء منطقة سجنان بتقاليد عريقة في صناعة فخار يدوي مميز بأشكاله وزخارفه، يُنجز باستخدام تقنيات بدائية متوارثة. يمثل هذا الفن نموذجًا حيًا للتراث غير المادي المرتبط بالهوية الجهوية والإبداع النسوي.
في السنوات التالية، واصلت تونس تعزيز حضورها على الساحة الثقافية الدولية، فتم تسجيل "الكسكسي: المهارات والمعارف والممارسات المتعلقة بإعداده واستهلاكه" سنة 2020، كموروث مشترك مع دول المغرب العربي. كما شاركت تونس في ملفات متعددة الجنسيات، منها ملف "النخلة والتمور"، الذي يُبرز أهمية هذا المورد الطبيعي في الحياة الثقافية والاقتصادية للمجتمعات الصحراوية.
يشكل إدراج هذه العناصر في قائمة التراث الإنساني دعامة هامة لحماية التراث اللامادي، وتدفع تونس باتجاه تعزيز هذه الديناميكية عبر التوثيق، التحسيس، والتعليم، فضلاً عن دعم المجتمعات المحلية التي تحافظ على هذا الإرث في حياتها اليومية. كما يساهم هذا الاعتراف الدولي في تعزيز السياحة الثقافية والاعتزاز بالهوية الوطنية.
يُجسد التراث الثقافي اللامادي التونسي ذاكرة حيّة تتجاوز الحدود الجغرافية، ويُعدّ عنصرًا فعالًا في بناء المستقبل على أساس من الأصالة والابتكار. كما يعكس انخراط تونس في الجهود العالمية لحماية هذا التراث التزامًا ثقافيًا وإنسانيًا طويل المدى.

## القائمات

### القائمة التمثيلية
التراث الآتي مسجل في القائمة التمثيلية للتراث الثقافي غير المادي للبشرية.
| التراث                                                                         | ملخص | ملحوظات | السنة | الرابط | الصورة |
| ------------------------------------------------------------------------------ | --- | --- | ----- | ------ | ------ |
| مهارات نساء سجنان في مجال صناعة الفخار                                         | مهارات متصلة بالصناعات التقليدية | ولاية بنزرت | 2018  | 01406  |        |
| المعرفة والخبرة والتقاليد والممارسات المرتبطة بنخيل التمر                      | مهارات متصلة بجني التمور | مشترك مع المملكة العربية السعودية والبحرين ومصر والإمارات العربية المتحدة والعراق والأردن والكويت والمغرب وموريتانيا وعمان وفلسطين والسودان واليمن (وقطر اعتبارًا من عام 2022) | 2019  | 01509  |        |
| المعرفة والخبرة والممارسات المتعلقة بإنتاج واستهلاك الكسكس                     | تشمل المعرفة والخبرة والممارسات المتعلقة بإنتاج واستهلاك الكسكس طريقة التحضير والظروف والأدوات اللازمة للإنتاج والأدوات المرتبطة بها وظروف استهلاك الكسكس داخل المجتمعات المعنية. | مشتركة مع الجزائر والمغرب وموريتانيا | 2020  | 01602  |        |
| صيد السمك بالشرفية في جزر قرقنة                                                | يعتبر صيد السمك بالشرفية في جزر قرقنة من تقنيات الصيد التقليدية التي تستغل بشكل سلبي الظروف الهيدروغرافية والتضاريس البحرية والموارد الطبيعية في البحر وعلى الأرض. | جزر قرقنة | 2020  | 01566  |        |
| الخط العربي: المعرفة والمهارات والممارسات                                      | يشير الخط العربي إلى الممارسة الفنية المتمثلة في نسخ النص العربي المكتوب بخط اليد بسلاسة، من أجل التعبير عن الانسجام والنعمة والجمال. وتستخدم هذه الممارسة، التي يمكن نقلها من خلال التعليم الرسمي وغير الرسمي، الأحرف الثمانية والعشرين من الأبجدية العربية، المكتوبة بخط متصل من اليمين إلى اليسار. | مشترك مع المملكة العربية السعودية والجزائر والبحرين ومصر والإمارات العربية المتحدة والعراق والأردن والكويت ولبنان وموريتانيا والمغرب وعمان وفلسطين والسودان واليمن            | 2020  | 01718  |        |
| الهريسة: المعرفة والخبرة والممارسات الطهوية والاجتماعية                        | الهريسة، وهي عبارة عن بهارات مصنوعة من معجون الفلفل الأحمر، تشكل جزءًا لا يتجزأ من المؤن المنزلية والتقاليد الغذائية والطبخية اليومية للمجتمع التونسي. يتم إعداده في أغلب الأحيان من قبل النساء في بيئة عائلية أو محلية ودية واحتفالية.                                                                | ولاية نابل | 2022  | 01710  |        |
| الفنون والمهارات والممارسات المرتبطة بالنقش على المعادن (الذهب والفضة والنحاس) | يعد النقش على المعادن (الذهب والفضة والنحاس) ممارسة قديمة تعود إلى قرون مضت لتشكيل الكلمات أو الرموز أو التصاميم على أسطح الأشياء الزخرفية أو النفعية أو الدينية أو الاحتفالية. | مشترك مع الجزائر والمملكة العربية السعودية ومصر والعراق والمغرب وموريتانيا وفلسطين والسودان واليمن                                                                            | 2023  | 01951  |        |
| الحناء: الطقوس والجماليات والممارسات الاجتماعية                                | يعد النقش على المعادن (الذهب والفضة والنحاس) ممارسة قديمة تعود إلى قرون مضت لتشكيل الكلمات أو الرموز أو التصاميم على أسطح الأشياء الزخرفية أو النفعية أو الدينية أو الاحتفالية. | مشترك مع الجزائر والمملكة العربية السعودية والبحرين ومصر والإمارات العربية المتحدة والعراق والأردن والكويت والمغرب وموريتانيا وعمان وفلسطين وقطر والسودان واليمن              | 2024  | 02116  |        |
| الفنون الأدائية عند طوائف غبنطن                                                | في تونس، الطوائف هي فرق من الشعراء المغنيين تابعة لقبيلة الغبنطن. تؤدي القوات الترانيم أو الأغاني، وهم يرتدون أردية بيضاء وأغطية رأس قرمزية اللون. | | 2024  | 01875  |        |

### تراث غير مادي يتطلب حماية عاجلة
لا يوجد أي تراث لتونس على قائمة التراث الغير المادي الذي يتطلب حماية عاجلة.

### سجل أفضل ممارسات الحماية
لا يوجد أي ممارسة حماية لتونس على سجل أفضل ممارسات الحماية.

## مقالات ذات صلة
- قائمة التراث الثقافي اللامادي في المغرب العربي
- ثقافة تونس